# Martin XB-48
El Martin XB-48 fou un prototip de bombarder mitjà de reacció desenvolupat per Glenn L. Martin & Co per a la USAAF a mitjans dels anys 40.

## Història
El 1944, la USAAF va anunciar la seva necessitat per a un bombarder mitjà. Es va especificar que l'exèrcit estava interessat en que fos un bombarder de reacció, de manera que la companyia Glenn L. Martin va posar en marxa el seu projecte XB-48. Es van fabricar dos prototips: el primer fou considerat massa pesant, i el segon excedia les dimensions que havia establert l'encàrrec de la USAAF. El primer vol es realitzà el 14 de juny de 1947, amb els pilots Pat Tibbs i "Dutch" Galvin als controls. Van establir que els sis motors suposaven massa resistència aerodinàmica, descrivint-los com una "paret de maons". A més, Boeing havia presentat el seu XB-47 Stratojet, un disseny clarament superior i més avançat, que s'havia dissenyat amb els plànols secrets capturats dels alemanys com a base durant l'Operació Paperclip. El setembre del 1948, l'XB-47 Stratojet fou escollit com a bombarder mitjà per a la USAAF, i l'XB-48 fou cancel·lat.

## Especificacions (XB-48)

### Característiques generals
- Tripulació: 3 (pilot, co-pilot, i bombarder-navegador) Visió frontal d'un XB-48 a terra
- Llargada: 26 m
- Alada: 33 m
- Alçada: 8 m
- Wing area: 1,330 ft² (123.5 m²)
- Pes buit: 26,535 kg
- Pes carregat: 42,000 kg
- Pes màxim d'enlairament: 46,540 kg

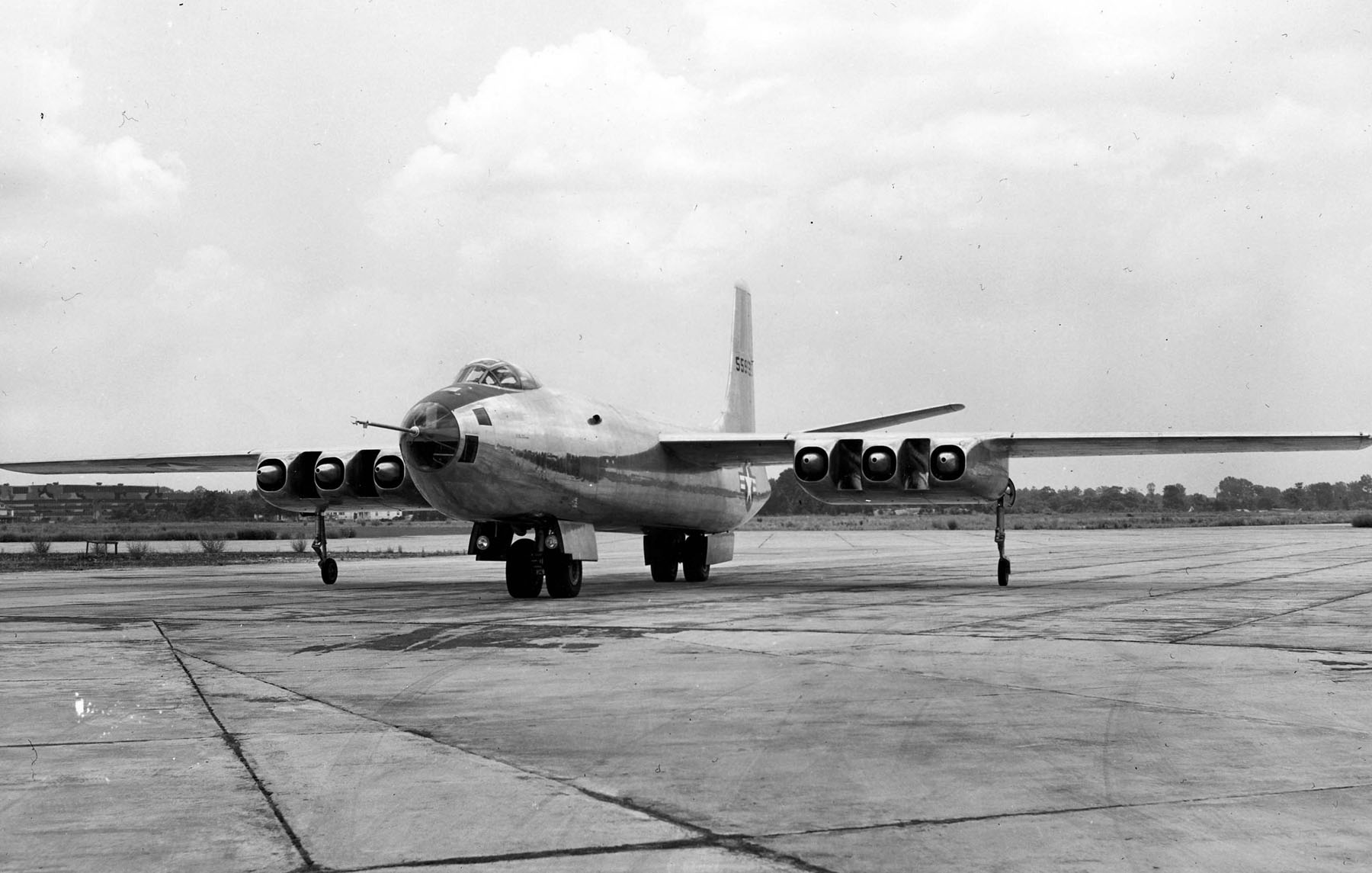
Visió frontal d'un XB-48 a terra

- Motors: 6 × turbines General Electric J35 amb 17 kN de potència cadascun

### Prestacions
- Velocitat màxima: 841 km/h at 35,000 peus
- Velocitat de creuer: 668 km/h
- Autonomia: 2,900 km
- Radi de combat: 1,280 km
- Sostre de servei: 12,009 m
- Velocitat d'ascens: 21.3 m/s

### Armament
- Metralladores: 2 × metralladores M7 de 12.7 mm muntats a la cua
- Bombes: 1 × bomba de 9,980 kg or 36 × bombes de 113 kg